# Paul E. Garber
Paul Edward Garber (Atlantic City, 31 août 1899-Arlington, 23 septembre 1992), est le premier directeur du National Air and Space Museum de la Smithsonian Institution à Washington DC. 
Grâce à son travail et à ses efforts, la collection la plus complète d'avions historiques du monde a été rassemblée et préservée. Cette collection contient de nombreux types d'avions historiques uniques.

## Biographie
Né à Atlantic City dans le New Jersey, il passe son enfance à Washington. À l'âge de 18 ans, il s'engage dans l'armée. Pendant la Première Guerre mondiale, il est transféré du District of Columbia National Guard à l'United States Army Signal Corps. Lors de la Seconde Guerre mondiale, il est commandant dans la marine américaine puis dans les réserves navales.
La Première Guerre mondiale se termine avant qu'il ne puisse commencer la formation au vol qu'il avait prévue. Après la guerre, il devient homme d'équipage et messager au Postal Airmail Service. 
En 1920, il rejoint le Smithsonian où il travaillera pendant 72 ans à la préservation du patrimoine mondial de l'aviation. Le président Harry S. Truman crée en 1946 le National Air Museum comme entité distincte du Smithsonian. Garber joue un rôle majeur dans le processus et y est nommé conservateur.
Le bâtiment actuel du National Air and Space Museum a ouvert ses portes en 1976. Garber, comme premier conservateur, rassemble la plus impressionnante collection d'avions historiques du monde pour l'institution.
Le stockage de cette collection ne posait guère de problème avant la Seconde Guerre mondiale - pratiquement tout ce que Garber collectionnait était exposé au pavillon des Arts et Industries ou prêté à un autre musée. Mais lorsqu'il revient du service en tant qu'officier naval, il doit faire face à une toute nouvelle série de problèmes. Le général Henry Harley Arnold, commandant des forces aériennes de l'armée américaine, présente au Smithsonian une collection d'avions américains et ennemis. Lorsque Paul Garber accepte la responsabilité de cette vaste collection, il doit la stocker dans une usine d'avions abandonnés dans la banlieue de Chicago, sur l'actuel site de l'Aéroport international O'Hare de Chicago. L'US Navy a aussi une collection similaire d'avions historiques en stock pour le Smithsonian à Norfolk (Virginie). La crise vient avec la guerre de Corée lorsque l'US Air Force a eu besoin des bâtiments et a cherché à en expulser le Smithsonian.
Déterminé à relocaliser en toute sécurité les appareils dans la région de Washington, Garber cherche vainement des entrepôts vides proche de la capitale. Il fint par persuader un ami pilote de l'aider à effectuer un levé aérien des banlieues du Maryland et de la Virginie depuis le cockpit d'un Piper J-3 Cub. Il relève alors 85 000 m2 de forêts dans le Suitland. La Commission du parc et de l'aménagement du territoire, qui contrôlait la terre, accepte de la remettre au Smithsonian en 1952. Garber en supervise les travaux. 
Il passe les années suivantes à donner des conférences et à raconter des histoires sur les débuts et les progrès de l'aviation. Il devient une des figures majeures du Blossom Kite Festival (en). 
Le centre de conservation, de restauration et d'entreposage Paul E. Garber du Smithsonian a été nommé en son honneur peu de temps avant son décès. Il meurt à l'hôpital d'Arlington le 23 septembre 1992, à l'âge de 93 ans. 
Il est inhumé au cimetière national d'Arlington. 
Marié à Irène, le couple eut deux garçons, James Paul et Edgar William et une fille Barbara Jane.